# Marko Bošnjak (giudice)
Marko Bošnjak (Lubiana, 12 marzo 1974) è un giurista e magistrato sloveno, presidente della Corte europea dei diritti dell'uomo dal 2 luglio 2024 al 29 maggio 2025.

## Biografia
Dopo aver conseguito la laurea in giurisprudenza presso l'università di Lubiana nel 1996, ha effettuato un'attività di ricerca, presso il medesimo ateneo, in criminologia. Dal 2012 è professore associato di diritto penale presso l'università di Nova Gorica, per essere poi nominato giudice presso la Corte europea dei diritti dell'uomo il 30 maggio 2016. Dal 2 luglio 2024 al 29 maggio 2025 è stato presidente della medesima corte.